# Lepidocolaptes affinis
Lepidocolaptes affinis là một loài chim trong họ Furnariidae.